# گاما طاووس

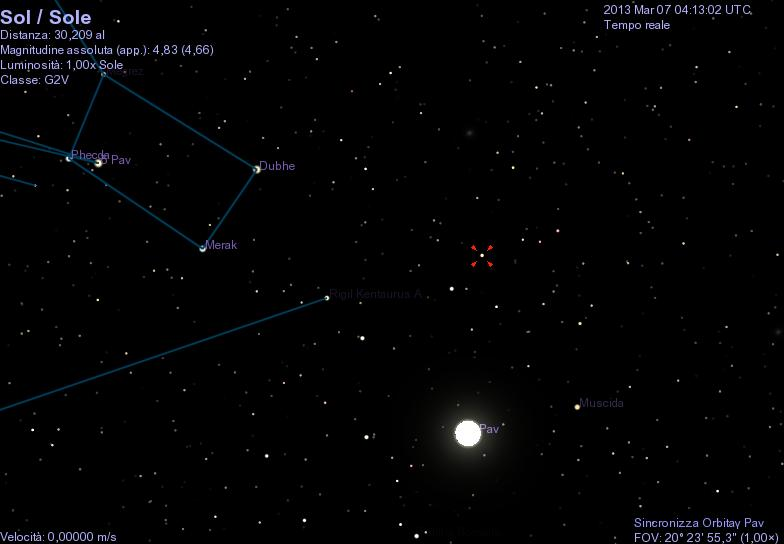
نمایی از محل قرارگیری ستارهٔ گاما طاووس در منظومهٔ خورشیدی – ۲۰۱۳

گاما طاووس یک ستاره است که در صورت فلکی طاووس قرار دارد.